# Вековые деревья бывшей усадьбы помещика Григория Глебова
«Вековые деревья бывшей усадьбы помещика Григория Глебова» — ботанический памятник природы местного значения, расположенный на территории Деснянского района Черниговского горсовета (Черниговская область, Украина). Площадь — 0,31 га.

## История
Статус памятника природы присвоен решением Черниговского областного совета от 17.05.2017 года № 18-9/VII с целью сохранения, охраны и использования в эстетических, воспитательных, природоохранных, научных и оздоровительных целях наиболее ценных природных комплексов. На территории памятника природы запрещена любая хозяйственная деятельность, в том числе ведущая к повреждению природных комплексов.

## Описание
Памятник природы расположен внутри городской застройки: возле Усадьбы Глебова — Института сельскохозяйственной микробиологии и агропромышленного производства, на территории Черниговского национального технологического университета и школы №16, что по адресу улица Шевченко, 95, 97 и 93. Деревья не ограждены, есть охранный знак. Со стороны усадьбы Глебова расположен другой памятник природы Группа вековых дубов.
Абсолютные высоты местности, где расположен памятник природы, колеблются в пределах 115-116 м над уровнем моря.

## Природа
Объект охраны — группа из 29 деревьев, возрастом более 100 лет. На территории ЧНТУ расположены 2 дерева вида липа сердцелистная, и аллея из 5 деревьев данного вида, 2 — каштан конский обыкновенный; института сельскохозяйственной микробиологии: 2 — ель обыкновенная, 2 — липа сердцелистная, 7 — каштан конский обыкновенный; школы №16: 1 — ель обыкновенная, 10 — каштан конский обыкновенный